# Večera
Večera se odnosi na obrok, koji se jede navečer. U nekim kulturama najveći i najformalniji obrok u danu je ručak, a u nekima večera. 
Povijesno gledano, najveći obrok se jeo oko podneva i zvao se ručak. U zapadnim kulturama, posebno među elitom, taj obrok postupno se pomicao kasnije tijekom dana tijekom 16. do 19. stoljeća. Izraz glavni obrok može imati različita značenja ovisno o kulturi i može se odnositi na obrok bilo koje veličine koji se jede u bilo koje doba dana. Konkretno, to je još uvijek glavni obrok u podne ili rano poslijepodne u posebnim prilikama, kao što je božićna večera. U vrućim podnebljima ljudi su uvijek glavni obrok jeli navečer, nakon pada temperature.
Odražavajući tipičan običaj 17. stoljeća, francuski kralj Luj XIV. ručao je u podne, a svoju glavnu večeru imao je u 22 sata. Međutim, u Europi se glavni obrok počeo pomicati u kasniji dio dana tijekom 1700-ih, zbog razvoja radnih praksi, rasvjete, financijskih uvjeta i kulturnih promjena. Popularno vrijeme objedovanja nastavilo se postupno pomicati tijekom 18. stoljeća, na dva i tri sata poslijepodne, a 1765. engleski kralj George III. večerao je u 16 sati, iako su njegova mala djeca ručala sa svojim guvernantama u 14 sati. U Francuskoj je Marija Antoaneta 1770. godine, dok je još bila supruga francuskog prijestolonasljednika, zapisala da je, kad je bila u Château de Chavasie, dvor još uvijek ručao u 14:00 sati, s večerom nakon kazališta oko 22:00, prije odlaska na spavanje u 13 ili 13:30.
U vrijeme Prvog Francuskog Carstva, engleski putnik u Parizu primijetio je "gnusnu naviku objedovanja do sedam sati navečer". Sve do otprilike 1850. godine, glavni obroci srednje klase Engleza bili su oko 17 ili 18 sati, dopuštajući muškarcima da se vrate s posla, ali postojao je stalni pritisak da se vrijeme večere pomakne sat vremena kasnije. Tu je inicijativu dijelom predvodila elita koja nije morala raditi u određeno vrijeme, ali i činjenica da se trajanje povratka s posla produljivalo kako su se gradovi širili. Sredinom 19. stoljeća ovo je pitanje bilo poput društvenog minskog polja, s značajnim razlikama među generacijskim elementima. John Ruskin, nakon što se oženio 1848., večerao je u 18:00 sati, što su njegovi roditelji smatrali "nezdravim".
Satirični roman „Living for Appearances” (1855.) Henryja Mayhewa i njegova brata Augusta počinje s junakovim gledištem o tom pitanju. Ruča u 19 sati i često se žali na "odvratan običaj ranog ručka kod trgovca", recimo u 14 sati. 20 sati smatra "kraljevskim satom", ali tome ne teži. Kaže ljudima "Recite mi kad budete večerali, pa ću vam reći što ste".

## Galerija
- Večera u restoranu.
- Večera za Dan zahvalnosti.
- Večera u zrakoplovu.
- Obiteljska večera.